# Art non conformiste soviétique
 (mars 2018).
Si vous disposez d'ouvrages ou d'articles de référence ou si vous connaissez des sites web de qualité traitant du thème abordé ici, merci de compléter l'article en donnant les références utiles à sa vérifiabilité et en les liant à la section « Notes et références ».
 (octobre 2019).
Le contenu est difficilement compréhensible vu les erreurs de traduction, qui sont peut-être dues à l'utilisation d'un logiciel de traduction automatique.
Le terme "art non conformiste soviétique" se réfère, par opposition, à la notion d'art soviétique, visant à promouvoir les principes politiques communiste en place, et qui réunit divers mouvements artistiques en URSS des années 1953 à 1986 (de la mort de Joseph Staline à l'avénement de la Perestroïka).
Il regroupe tous les courants artistiques qui ont été désignés comme "dégénérés" et furent "proscrits". Également dénommé art alternatif, art anticonformiste, art souterrain, underground ces expressions artistique ont été repoussées pour des raisons de censure politique et idéologique par les autorités officielles de la vie artistique publique.
En raison de l'existence « underground » de l'art non officiel en URSS, il a été étroitement associé à des mouvements informels de jeunes (par exemple, les mouvements conceptualiste moscovite et hippies, Leningrad expérimentales Beaux-Arts, Mitki et rockers).
Cet art est qualifié de « non officiel », car il s'oppose au réalisme socialiste, art quant à lui officiel de l'URSS.

## 1917-1932
De la révolution bolchevique de 1917 jusqu'à 1932, l'avant-garde soviétique est florissante. Au travers de l'art constructiviste et productiviste, les bolcheviks donnent carte blanche aux artistes communistes. Les artistes de l'avant garde s'organisent en groupe pour "construire" et 'produire" des œuvres pour le peuple, et s'efforcent de faire appel au prolétariat : en 1917, plus de 80% d cela population est analphabète. Les activités de propagande (l'Agit-prop) sont le support de réalisations artistiques remarquables et diverses -affiches au pochoirs, trains d'Agit-prop, théatre, design, mobilier pour les clubs ouvriers, photomontage, architecture :tout. D'autres formes à tendance réalistes prennent appui dans la tradition de la peinture russe de la fin du XIXe siècle et seront plus tard retenues comme base pour l'art officiel.
Au début des années 1930, la politique se durcit et devient totalitaire. en 1931 Staline réforme les organisations littéraires et artistiques. Les groupes d'artistes sont dissous par le comité central du parti le 23 avril 1932. Dès 1932, le gouvernement de Staline prit le contrôle des arts avec la publication de De la reconstruction des organisations littéraires et artistiques :  un décret qui place les syndicats d'artistes sous le contrôle du Parti communiste. En 1934, Staline instaure une politique qui unifie les objectifs esthétiques et idéologiques, en "réalisme socialiste", largement défini comme un art qui était « socialiste dans le contenu et réaliste dans la forme ». La nouvelle politique définissait quatre catégories d'art inacceptable : l'art politique, l'art religieux, l'art érotique et l'art « formaliste », qui incluait l'abstraction, l'expressionnisme et l'art conceptuel. À partir de 1936, les artistes d'avant-garde qui ne pouvaient ou ne voulaient pas s'adapter à la nouvelle politique furent forcés de quitter leur poste et souvent assassinés ou envoyés au goulag, dans le cadre des Grandes Purges de Staline. Vladimir Sterligov, étudiant de Kasimir Malevitch, ainsi que deux de ses étudiants, Alexandre Batourine et Oleg Kartachov, ainsi que Vera Ermolaïeva et ses étudiants Maroussia Kazanskaïa et Pavel Basmanov ont été arrêtés en décembre 1934 et emmenés en train au Kazakhstan. Sterligov a passé cinq ans en prison à l'extérieur de Karaganda, tandis qu'Ermolaïeva a disparu pour toujours. L'étudiant de Sterligov, Alexandre Batourine, a passé un total de 32 ans en prison.

## Fin de la Seconde Guerre mondiale - 1953
À la suite de la Seconde Guerre mondiale, appelée en Russie « Grande Guerre patriotique », les résolutions du Parti sont adoptées en 1946 et 1948 par Andreï Jdanov, chef de la Propagande, qui dénonçait formellement les influences culturelles occidentales au début de la guerre froide. Des étudiants en art comme Ülo Sooster, un Estonien qui devint plus tard important pour le mouvement non conformiste de Moscou, furent envoyés dans des camps de prisonniers sibériens. L'artiste anticonformiste Boris Svechnikov a également passé du temps dans un camp de travail soviétique. Oleg Tselkov a été expulsé de l'école d'art pour « formalisme » en 1955, qui du point de vue du Parti aurait pu constituer un acte de trahison.

## 1953 (Mort de Staline) - 1962
La mort de Joseph Staline en 1953 et la dénonciation subséquente de Nikita Khrouchtchev lors de son discours secret au XXe Congrès du Parti en 1956 ont créé un « dégel » ; une atmosphère libérale où les artistes avaient plus de liberté pour créer un travail non sanctionné sans craindre de répercussions. En outre, le culte de la personnalité de Staline a été reconnu comme nuisible, et en quelques semaines de nombreux tableaux et bustes le représentant ont été retirés des lieux publics. Des artistes tels qu'Alexandre Guerassimov, qui avait fait de leur carrière des portraits idéalisés de Staline, ont été contraints de quitter leurs postes officiels, car ils devenaient gênants pour la nouvelle direction. Cependant, en dépit d'une tolérance accrue, les paramètres du réalisme socialiste n'ont toujours pas changé et, par conséquent, les artistes doivent encore marcher à la légère.

## Contributeurs au mouvement
Liste d'artistes non conformistes soviétiques notables de « La deuxième vague de l'avant-garde russe » :

### Moscou
Ernst Neïzvestny, sculpteur (1925-2016), Oscar Rabin (1928-2018), Vladimir Yankilevsky (1938-2018), Ilia Kabakov (1933-2023), Oleg Vassiliev (1931-2013), Erik Boulatov (né en 1933), Komar et Melamid, Leonid Sokov, Viktor Pivovarov (1937-), Ülo Sooster (1924-1970), Boris Sveshnikov (1927-1998), Vladimir Yakovlev (1934-1998), Anatoli Zverev (1931-1986), Dmitri Plavinsky (1937-2012), Lidia Masterkova (1927-2008), Vladimir Slepian (1930-1998), Vladimir Nemoukhine (1925-2016), Eduard Steinberg (1937-2012), Igor Novikov, Michail Grobman, Mikhail Koulakov, Lev Kropivnitsky (1922-1994), Valentina Kropivnitskaïa (1924-2008), Mikhail Odnoralov (1944-2016), Oleg Tselkov (1934-2021), Alexander Youlikov (né en 1943), Andreï Grositsky (1934-2017), Vassily Sitnikov (1915-1987), Dmitri Krasnopevtsev (1925-1995), Leonid Lamm, Igor Chelkovsky (1937-) et autres.

### Leningrad
Iouri Dychlenko, Evgeni Roukhine (1943-1976), Alexandre Arefiev (1931-1978), Alek Rapoport (1933-1997), Timour Novikov (1958-2002), Anatoli Bassine (né en 1936), Iouri Jarkikh (Jarki) (né en 1938), Alexeï Khvostenko (1940-2004), Valeri Klever, Iouri Gourov, Anatoli Belkine (né en 1953), Alexander Neï (né en 1939), Vladimir Lissounov (1940-2000), Igor V. Ivanov (1934-2017), Natalia Toreïeva (née en 1941), Evgeni Goriounov (1944-1994), et autres.

### Sibérie
Edouard Zelenine (1938-2002).

## Groupes d’artistes de Moscou

### Groupe Sretensky Boulevard

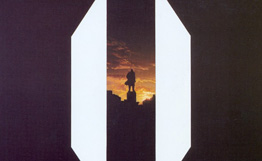
Oleg Vasiliev, Before the Sunrise, 1964

Un groupe d'artistes ayant des studios sur et autour du boulevard Sretensky, à Moscou, est devenu à la fin des années 1960 une communauté de personnes partageant les mêmes idées. Les membres de ce groupe étaient : Ilia Kabakov, Ülo Sooster, Eduard Steinberg, Erik Boulatov, Oleg Vassiliev, Viktor Pivovarov, Vladimir Yankilevsky, et le sculpteur Ernst Neïzvestny. Les ateliers d'artistes ont également servi de lieux de diffusion et d'échange d'idées sur l'art non officiel. À l'instar de leurs collègues du groupe Lianozovo, la majorité des artistes visuels appartenant au groupe Sretensky Boulevard ont été admis à l'Union des graphistes de Moscou. Cela a permis aux artistes de travailler officiellement comme illustrateurs de livres et graphistes, ce qui leur a fourni l'espace de studio, les matériaux et le temps de travailler sur leurs propres projets. Bien qu'ils aient partagé le même type de carrière officielle, le groupe Sretensky n'est pas stylistiquement homogène. Le nom dénote simplement la communauté qu'ils ont formée à la suite de travailler à proximité les uns des autres.

### Conceptualistes de Moscou
Cependant, beaucoup d'artistes sur le boulevard Sretensky faisaient partie de l'école conceptualiste de Moscou. Ce mouvement est né dans les années 1970 pour décrire l'identité de l'artiste russe contemporain en opposition au gouvernement. Comme l'explique Joseph Bakstein, « La création de cette tradition anticonformiste a été motivée par le fait qu'un étranger de l'empire soviétique était seul face à une formidable machine d'État, un grand Léviathan qui menaçait de l'engloutir a dû créer un système de valeurs distinct, y compris un système de valeurs esthétiques ».
Le langage esthétique du conceptualisme de Moscou est conscient de soi et traite souvent du quotidien. Par conséquent, ces artistes ont incorporé leurs expériences de la vie soviétique dans leur art d'une manière qui n'était pas ouvertement négative, mais à des moments différents, nostalgique, désintéressée, ironique et subtile. Erik Boulatov explique que l'art conceptualisme est «une rébellion de l'homme contre la réalité quotidienne de la vie... une image m'intéresse comme une sorte de système... s'ouvrant sur l'espace de mon existence quotidienne». En exposant les mécanismes sous-jacents de la société soviétique et l'interaction interpersonnelle, les artistes ont créé un langage artistique très réel pour rivaliser avec le langage propagandiste « officiel » du gouvernement.
Ce groupe comprend Ilia Kabakov, Erik Boulatov, Oleg Vassiliev, Komar et Melamid, Ivan Chouikov (né en 1935), Viktor Pivovarov, et englobe aussi largement les artistes Sots et le groupe Actions collectives, qui ont tous deux influencé la construction de l'art conceptualisme russe. Le terme conceptualisme de Moscou est parfois utilisé de manière interchangeable avec le postmodernisme, et il est parfois erroné d'inclure tous les artistes non conformistes de la « génération soviétique ». Ce terme s'applique à la fois aux artistes spécifiques nés dans les années 1930 et 1940, élevés dans le stalinisme et arrivés à maturité dans les années 1960, et à certains artistes de la génération suivante nés dans les années 1950, comme le noyau des Actions Collectives. groupe (Andreï Monastyrsky, Nikita Alexeïev, Nikolaï Panitkov, Georgy Kiesewalter, etc.). Ces deux groupes ont pris l'art non conformiste dans une nouvelle direction dans les années 1970.

## Groupes d’artistes de Leningrad

### Le cercle d'Arefiev ("Круг Арефьева")
Alexandre Arefiev était un chef du groupe non conformiste à Leningrad. Il a été expulsé de l'Union soviétique en 1977, et bientôt mort à Paris en 1978. Le groupe comprenait les artistes suivants : A. Arefiev (Arekh), Valentin Gromov (1930), Richard (Richard) Vasmi (1929-1998), qui est également connu par sa citation « L'artiste a peint son propre sarcophage toute sa vie », Vladimir Chaguine (1932-1999), Sholom Schwartz (1929-1995), Natalia Jilina (1933-2005), qui était proche de ce groupe, et le poète Roald Mandelstam (1932-1961), qui ont fourni au groupe l'inspiration pour leur travail artistique. Leur groupe s'appelait « L'Ordre des Peintres Mendiants » ou « L'Ordre des Peintres Invincibles », et ils ne furent reconnus qu'après le début du nouveau mouvement des non-conformistes à Leningrad et leur participation aux expositions du Palais de la Culture de Gaza (1974) et le Palais de la culture Nevsky (1975).

### Les "autres" artistes non conformistes (milieu des années 1970)
Outre les artistes ont participé en tant qu'écoles, ou groupes, décrits ci-dessus, ces artistes ont participé individuellement à l'époque importante de l'art non conformiste soviétique. Ils participent activement à l'art non officiel, y compris leur participation aux expositions d'appartements et aux expositions d'art non officielles, telles que les célèbres expositions non conformistes Gaza-Nevsky à Leningrad au milieu des années 1970.
En 1990, l'album Les artistes de la culture de Gaza-Nevsky, compilé par E. Andreeva et publié dans le cadre de la série Contemporary Leningrad Avant-garde à Leningrad, en Russie. Outre les artistes de la "School of Sidlin", du "Sterligov Group" et du "Arefiev Circle", les artistes suivants ont été inclus dans cet album parmi d'autres fondateurs de la culture Gaza-Nevsky : Evgeny Abezgauz (Eugene Abeshaus) (1939-2008), Valentin Afanassiev (1945), Anatoli Belkine (né en 1953), Mikhaïl Chemiakine (né en 1943), Iouri Dichlenko (né en 1941), Vadim Filimonov (né en 1947), Iouri Galetsky (né en 1944), Vladlen Gavriltchik (né en 1929), Tatiana Kerner (1941-1973), Vitaly Koubassov (né en 1937), Mikhaïl Koulakov (1933-2015), Nikolaï Loubouchkine (1936-1992), Alexandre Manoudsov (1947-1990), Iouri Medvedev (né en 1939), Vladimir Mikhailov (né en 1931), Alexandre Morev (1934-1979), Evgeny Mikhnov-Voitenko (1932-1988), Vladimir Nekrassov (né en 1939), Alexandre Okoun (né en 1949), Vladimir Ovtchinnikov (né en 1941), Iouri Petrochenkov (né en 1942), Alek Rapoport (1933-1997), Iouli Rybakov (né en 1946), Evgeni Roukhine (1943-1976), Igor Sinyavine (né en 1937), Igor Toulpanov (né en 1939), Guennadi Oustiougov (né en 1937), Igor Zakharov (né en 1943), et d'autres.

### Les années 1980
Timour Novikov (1958-2002) était l'un des leaders de l'art de Leningrad dans les années 1980. En 1982, sa théorie de « Zero Object » constituait l'un des fondements de l'art conceptuel russe. Dans les années 1990, il a fondé le néo-académisme.
Les artistes de Leningrad, Igor Polyakov et Alexander I. Rappoport (né en 1959) ont formé le groupe d'art underground « Les éléphants de bataille » en 1984.
Olga Kisseleva était l'un des leaders de l'art russe des nouveaux médias.
Afrika (Sergueï Bougaïev) est un autre artiste important de Saint-Pétersbourg qui a émergé dans les années 1980.

## Le non-conformisme d’Odessa
L’art non officiel de l'URSS du « Sud » était l'art non officiel à Odessa dans la deuxième moitié du XXe siècle.
Selon les critiques d'art, Oleg Sokolov est à l'origine de la "deuxième avant-garde d'Odessa". L’« Odessa non-conformiste » débute en 1967, lorsque les jeunes artistes Valentin Khrouchtchev et Stanislav Sychev organisent une exposition de leurs œuvres « clôturée », « Сычик+Хрущик » sur la clôture du théâtre d’opéra et de ballet d'Odessa. Cette exposition n'a duré que trois heures. Ainsi a commencé un mouvement d’art d'Odessa non officiel.
Les artistes, incarnant la culture « étrangère », ont trouvé un débouché vers le spectateur à travers les « expositions d’ appartement ». Le mouvement non-conformité d’Odessa a été déclenché par B.Krusch, Lucien Dulfan, S.Sichev, Ludmila Hawk, A.Anufriev, V.Strelnikov. Dans ce groupe de base, dont le nom a donné Lyudmila Hawk - « non-conformistes » a ensuite été rejoint par E. Rachmaninov, A.Volochine, V.Tsyupko. L’art non officiel moscovite différait de l’art « non conformiste Odessa » par le manque de politisation, la voie vers l'« art pur » et la recherche de formes esthétiques d'expression.
L’édition d'auto publication de 1980 "Artistes d’Odessa" donne une liste d'artistes d'Odessa avant-garde : Valentin Khrushch, Eugene Rachmaninov, Nikolai Morozov, Vladimir Tsyupko, Igor Bozhko, Alexander Stovbu, Valery Basanets, Michael Kowalski, Sergey Knyazev, Vladimir Naumets, Nikolay Stepanov, Alexander Dmitriev, Nadezhda Haiduk, Vitaly Sazonov, Victor Risovich, Michael Cherechnya, Eugene Godenko, Ruslan Mako, Anatoli Shopin, Oleg Sokolov, Youri Egorov, Alexander Anoufriev, Vladimir Strelnikov, Lyudmila Yastreb, Victor Marinyuk.
La plupart des membres du groupe ont émigré, sont morts ou ont déménagé à Moscou dans les années 1980. L’avant-garde non-conformité de ce temps continue - Alexander Roitbourd (né en 1961), artiste et commissaire d'exposition, son activité artistique a mené à la promotion de l'art d'Odessa et ukrainien au niveau international ; Valeriy Geghamyan (1925-2000), qui est devenu le fondateur de la faculté d'art graphique de l'Institut pédagogique d'Odessa et le doyen ; Alexey Ilyushin (né en 1926) - probablement le dernier représentant d’« Odessa non-conformité », qui y vit et a vu toutes ses périodes - le créateur de paysages aux couleurs vives et des peintures de genre, maître de composition conçu.